# La Petite Chocolatière (film, 1927)
Pour plus de détails, voir Fiche technique et Distribution.
La Petite Chocolatière est un film français réalisé par René Hervil, sorti en 1927.

## Synopsis
À la suite d'un quiproquo, Paul Normand, jeune fonctionnaire qui doit bientôt épouser la fille de son directeur, voit cette union remise en cause du fait de la présence de la fille d'un riche chocolatier, Benjamine Lapistolle. Celle-ci va tomber amoureuse de lui et après diverses péripéties ira le rejoindre en Provence.

## Fiche technique
- Titre original : La Petite Chocolatière
- Réalisation : René Hervil
- Scénario d'après la pièce homonyme de Paul Gavault
- Photographie : Marcel Grimault, Georges Lafont
- Production : Louis Nalpas
- Société de production : Société des Cinéromans - Films de France
- Société de distribution : Pathé-Consortium-Cinéma
- Pays de production :  France
- Langue originale : français
- Format : Noir et blanc  — 35 mm — 1,33:1 — Film muet
- Genre : Comédie
- Dates de sortie : France : 16 décembre 1927

## Distribution
- Dolly Davis : Benjamine Lapistolle
- André Roanne : Paul Normand
- Luitz-Morat : Félicien Bedarride
- Simone Mareuil : Rosette
- Madame Pawloff : Florisse Mingassol
- André Nicolle : Lapistolle
- Ernest Maupain : Mingassol
- Nita Alvarez